# Aero Caribbean
Aero Caribbean is een Cubaanse luchtvaartmaatschappij met haar basis in Havana. De luchtvaartmaatschappij is volledig eigendom van de Cubaanse overheid. Ze voert zowel lijn- als regionale chartervluchten uit.

## Geschiedenis
Aero Caribbean werd opgericht in 1982 als Empresa Aero en startte haar activiteiten op 2 december van hetzelfde jaar. De luchtvaartmaatschappij werd opgericht door de Cubaanse overheid als aanvulling voor Cubana de Aviación.

## Vloot

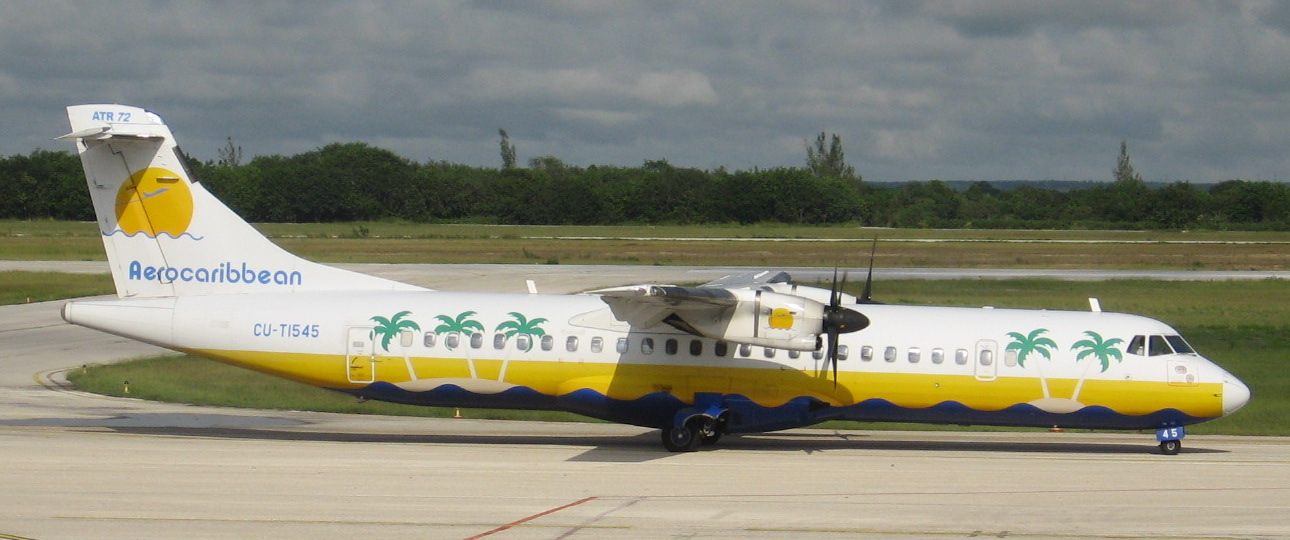
Een ATR 72 van Aero Caribbean

Op 3 januari 2012 bestond de vloot van Aero Caribbean uit volgende toestellen:
| Type           | Aantal |
| -------------- | ------ |
| ATR 42         | 3      |
| ATR 72         | 4      |
| Boeing 737-200 | 1      |
| Totaal         | 8      |

## Incidenten en ongelukken
- Op 12 november 1992 vloog een Il-18 van Aero Caribbean tegen Mount Isabel de Torres bij Puerto Plata in de Dominicaanse Republiek. Alle 34 passagiers kwamen om het leven.

- Op 4 november 2010 stortte Aero Caribbean-vlucht 883 neer bij Guasimal in Cuba. De oorzaak van de crash was een combinatie van slechte weersomstandigheden en fouten van de piloten. Er kwamen 61 passagiers en 7 bemanningsleden om bij het ongeluk.